# Them Crooked Vultures
Them Crooked Vultures (транскр.  Дем крукт валчерс) америчка је музичка супергрупа основана 2009. године у Лос Анђелесу. Групу чине гитариста и певач Џош Хоми (из групе Queens of the Stone Age), басиста и клавијатуриста Џон Пол Џоунс (из групе Led Zeppelin) и бубњар и пратећи вокал Дејв Грол (из групе Foo Fighters и раније Nirvana). Добитници су награде Греми за најбоље хард рок извођење 2011. године.

## Дискографија
- Them Crooked Vultures (2009)